# Dendrolagus mayri
Dendrolagus mayri is een zoogdier uit de familie van de kangoeroes (Macropodidae). De wetenschappelijke naam werd gepubliceerd door Rothschild en Dollman in 1933. De soort is vernoemd naar Ernst Mayr, die het holotype van de soort verzamelde in 1928.

## Voorkomen
De soort komt enkel voor op het schiereiland Wondiwoi in Indonesië.

## Status
De soort was lange tijd enkel bekend van een enkel individu, gezien in 1928. Hierdoor werd de soort als mogelijk uitgestorven beschouwd. Echter, in 2018 werd een individu gefotografeerd in het wild door de Britse natuuronderzoeker Michael Smith.